# Sigurd Rushfeldt
Sigurd Rushfeldt, né le 11 décembre 1972 à Vadsø (Norvège), est un footballeur norvégien, qui évoluait au poste d'attaquant en équipe de Norvège.
Rushfeldt a marqué sept buts lors de ses trente-six sélections avec l'équipe de Norvège entre 1994 et 2007.
Il est aussi le meilleur buteur de l'histoire du championnat norvégien (Eliteserien) avec 172 réalisations.

## Biographie

### Clubs
- 1991 : Norild
- 1992-1995 : Tromsø IL
- 1995 : Birmingham City
- 1996 : Tromsø IL
- 1997-1999 : Rosenborg BK
- 1999-2001 : Racing Santander
- 2001 : Rosenborg BK
- 2001-2006 : FK Austria Vienne
- 2006-2011 : Tromsø IL

### En équipe nationale
- 36 sélections et 7 buts avec l'équipe de Norvège entre 1994 et 2007.
- Participation à la coupe du monde 1994.

## Palmarès
Tromsø IL
- Vainqueur de la Coupe de Norvège (1) : 1996.

 Rosenborg BK
- Vainqueur du Championnat de Norvège (4) : 1997, 1998, 1999 et 2001.
- Vainqueur de la Coupe de Norvège (1) : 1999.
- Meilleur buteur du Championnat de Norvège (2) : 1997 et 1998.

 FK Austria Vienne
- Vainqueur du Championnat d'Autriche (2) : 2003 et 2006.
- Vainqueur de la Coupe d'Autriche (3) : 2003, 2005 et 2006.
- Vainqueur de la Supercoupe d'Autriche (2) : 2003 et 2004.